# Daniel Iancu
Daniel Iancu (n. 16 mai 1962, Ploiești) este un inginer și cântăreț român de folk. A devenit celebru în anul 2004 când a lansat piesa Vine valu' îmi ia calu.  
In 1986, a absolvit cursurile facultății de Utilaj Petrolier din cadrul Universității de Petrol și Gaze – Ploiești. Lucrează în domeniul petrolier ca inginer de foraj dirijat. În prezent locuiește în orașul Ovidiu, lângă Constanța. 

## Discografie
- 2005 - Buletin de știri
- 2007 - Patria - spitalul de nebuni.

## Premii
- Premiul II la Festivalul de muzică folk din Galați (anul 1984);
- Premiul III la Festivalul Pop/Rock/Pop din Craiova (anul 1985);
- Premiul III la Festivalul FACS din Iași (anul 1985);
- Premiul I la Festivalul Armonii de primăvară din Ploiești (anul 1985);
- Premiul I la Festivalul Armonii de primăvară din Ploiești (anul 1986);
- Premiul de popularitate la Festivalul Primăvara baladelor din București (anul 1986);
- Trofeul festivalului Om bun din București (anul 2004).